# Cerebel

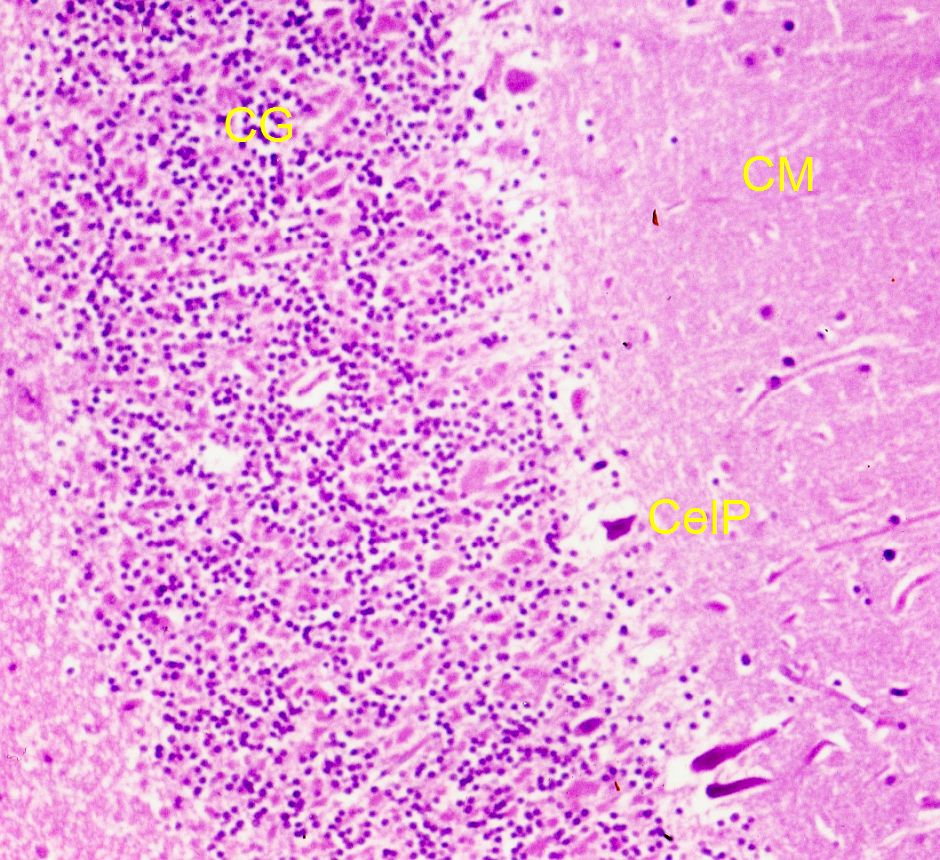
Capes de l'escorça del cerebel. CG: Capa granular. CP: Capa molecular. Cel.P: Cèl·lules de Purkinje

El cerebel és una de les parts de l'encèfal, juntament amb el cervell i el tronc de l'encèfal. Una de les seves funcions més representatives és que coordina els moviments voluntaris del cos humà juntament amb les àrees motores del cervell, el cerebel també emet senyals inconscients que ens ajuden a mantenir l'equilibri i la postura. Hi ha una gran quantitat de feixos nerviosos que connecten el cerebel amb altres estructures encefàliques i amb la medul·la espinal.
El cerebel integra tota la informació rebuda per a precisar i controlar les ordres que el còrtex cerebral envia a l'aparell locomotor a través de les vies motrius. És per això que les lesions a nivell del cerebel no acostumen a causar paràlisi però sí trastorns relacionats amb la realització de moviments precisos, manteniment de l'equilibri i de la postura i aprenentatge motor. Els primers estudis realitzats per fisiòlegs en el segle xviii indicaven que aquells pacients amb dany cerebel·lós mostraven problemes de coordinació motriu i moviment. Durant el segle xix es van començar a realitzar els primers experiments funcionals, causant lesions i ablacions cerebel·loses en animals. Els fisiòlegs observaren que aquestes lesions generaven moviments estranys i maldestres, descoordinació i debilitat muscular. Aquestes observacions i estudis van fer concloure que el cerebel era l'òrgan encarregat del control de la motricitat. Tot i això, les investigacions més recents han demostrat que el cerebel té un paper més ampli, estant relacionat amb altres funcions cognitives com l'atenció i el processament del llenguatge, la música i altres estímuls sensorials temporals.

## Característiques

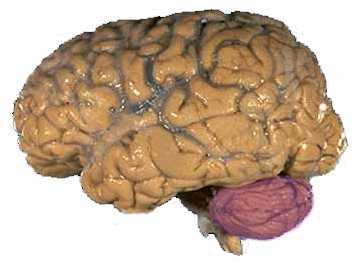
L'encèfal, amb el cerebel destacat de color lila

El cerebel està situat a la porció posterior inferior del cap (el romboencèfal), directament dorsal a la protuberància anular, i inferior al lòbul occipital (Figures 1 i 3). Degut al seu elevat nombre de petites cèl·lules granulars, el cerebel conté més del 50% de les neurones del cervell, però només conforma un 10% del volum total del cervell. El cerebel rep aproximadament uns 200 milions de fibres entrants; en contraposició, el nervi òptic està compost per, més o menys, un milió de fibres.
El cerebel es divideix en dos grans hemisferis, de manera similar al telencèfal, i conté deu lòbuls més petits. La citoarquitectura (organització cel·lular) del cerebel és extremadament uniforme, amb connexions organitzades en una col·lecció accidentada i tridimensional d'elements de circuit perpendiculars. Aquesta uniformitat organitzativa fa el circuit de nervis relativament fàcil d'estudiar. Per a visualitzar aquesta "col·lecció perpendicular", es pot imaginar un carrer amb una filera d'arbres amb cables que recorren aquesta filera a través de les branques d'un arbre al següent.

## Desenvolupament i evolució

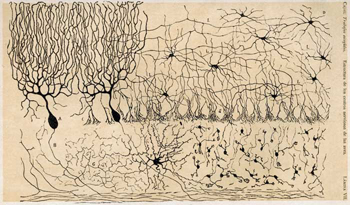
Figura 2: Dibuix fet per Santiago Ramón y Cajal de les cèl·lules d'un cerebel de pollastre

### Filogenètic
Els circuits en l'escorça cerebel·lar són similars entre totes les classes de vertebrats, incloent peixos, rèptils, ocells i mamífers (p.e. Fig. 2). També hi ha estructures anàlogues en el cervell dels cefalòpodes amb cervells ben desenvolupats com els pops. Això s'ha de considerar com una evidència que el cerebel du a terme funcions importants per a totes les espècies animals amb cervell.

### Embrionari

Aquest diagrama mostra les principals subdivisions del cervell dels d'embrions del vertebrats

Durant els primers estadis del desenvolupament embrionari, el cervell comença a formar-se en tres segments diferents: el prosencèfal, mesencèfal i romboencèfal. El romboencèfal és el segment més caudal del cervell embrionari; és a partir d'aquest segment que el cerebel es desenvolupa. Al llarg del segment romboencefàlic embrionari es desenvolupen vuit protuberàncies, anomenades rombòmers. El cerebel sorgeix de dos rombòmers localitzats a la placa alar del tub neural, una estructura que finalment forma el cervell i la medul·la espinal. Els rombòmers específics a partir dels quals es forma el cerebel són el rombòmer 1 (Rh.1) caudalment i l'"istme" rostralment.

### Envelliment
El cerebel humà canvia amb l'envelliment humà. Aquests canvis poden ser diferents als que es donen en altres part del cervell, p.e., el patró d'expressió gènica en el cerebel humà presenta menys alteració relacionada amb l'edat que en l'escorça cerebral.
Un estudi estereològic va descobrir que la matèria blanca del cerebel humà es redueix en un 26% amb l'edat (entre els 19 i els 84 anys).
Els investigadors d'aquest estudi van poder detectar que no es donava pèrdua de cèl·lules de Purkinje ni de cèl·lules granuloses, tanmateix en el lòbul anterior hi ha una pèrdua significant d'aquests tipus cel·lulars de fins a un 30% del volum.
Amb imatgeria per ressonància magnètica s'ha observat una reducció volumètrica moderada amb l'edat en la vermis i en l'hemisferi cerebel·lós.

## Anatomia
El cerebel es pot dividir d'acord amb tres criteris diferents: anatòmic, filogenètic i funcional.